# 奧丁 (堪薩斯州)
奧丁（英語：Odin）為位在美國堪薩斯州巴頓縣的普查規定居民點。2010年美國人口普查中該地區人口有101人。

## 歷史
奧丁的郵政局於1877年設立，直到1906年結束營運；後來在1950年重新設立，最終於1995年再次結束營運。

## 地理
奧丁坐落在北緯38度33分58秒、西經98度36分31秒處。根據美国人口调查局的資料，該普查規定居民點總面積10.4平方（4.0平方英里），其中0.02平方（0.0077平方英里）或0.18%為水域。